# ETF Airways
ETF Airways d.o.o. ist eine kroatische Charterfluggesellschaft mit Sitz in Stupnički Obrež nahe der Hauptstadt Zagreb. Die Verwaltung der Fluggesellschaft befindet sich in Zagreb.

## Geschichte
Das Unternehmen wurde im November 2020 gegründet. Am 28. Mai 2021 erhielt ETF Airways ihr Air Operator Certificate. Am nächsten Tag wurde die erste Boeing 737-800 am Flughafen Pula präsentiert. Der erste Passagierflug wurde am 4. Juni 2021 durchgeführt. Im gleichen Monat wurde das zweite Flugzeug übernommen. Zu Beginn wurde in erster Linie Pristina mit verschiedenen Zielen in Europa verbunden.

## Flotte
Mit Stand April 2025 besteht die Flotte der ETF Airways aus drei Flugzeugen mit einem Durchschnittsalter von 21,3 Jahren:
| Flugzeugtyp    | Anzahl | bestellt | Anmerkungen                                        | Sitzplätze | Durchschnittsalter |
| -------------- | ------ | -------- | -------------------------------------------------- | ---------- | ------------------ |
| Boeing 737-800 | 3      |          | mit Winglets ausgestattet; zwei betrieben für Jet2 | 189        | 21,3 Jahre         |
| Gesamt         | 3      | -        |                                                    |            | 21,3 Jahre         |